# Болярка (Житомирский район)
Болярка (укр. Болярка) — село на Украине, основано в 1927 году, находится в Житомирском районе Житомирской области.
Код КОАТУУ — 1822080902. Население по переписи 2001 года составляет 288 человек. Почтовый индекс — 12414. Телефонный код — 412. Занимает площадь 0,9 км².

## Адрес местного совета
12414, Житомирская область, Житомирский р-н, с.Василевка, ул.Центральная, 4